# محمدعلی غرضول
محمدعلی غرضول (عربی: محمد علي الغرزول؛ زادهٔ ۱۴ دسامبر ۱۹۸۵) بازیکن فوتبال اهل فرانسه است.
از باشگاه‌هایی که در آن بازی کرده‌است می‌توان به باشگاه فوتبال راه‌آهن، باشگاه فوتبال تولوز، باشگاه فوتبال آفریقایی، و باشگاه فوتبال سدان اشاره کرد.